# Општина Тузла (Констанца)
Општина Тузла (рум. Comuna Tuzla) је општина у жупанији Констанца у југоисточној Румунији. Седиште општине је насеље Тузла која је и једино насеље у општини. Према попису из 2021. године имала је 6.494 становника.

## Географија
Општина Тузла се налази на југоистоку Румуније на обали Црног мора, у југоисточном делу жупаније Констанца. Простире се на површини од 50,66 . Границе општине су следеће:
- На северу — вароши Текиргиол и Ефорије
- На западу — општина Топраисар
- На југозападу — општина Доуазечи ши Треј Аугуст
- На југоистоку — општина Костинешти
- На истоку — Црно море[2]

## Становништво
| 1992. | 2002. | 2011. | 2021. |
| ----- | ----- | ----- | ----- |
| 5.769 | 6.366 | 6.711 | 6.494 |

Према попису из 2021. у општини Тузла је живело 6.494 становника што је за 217 мање (-3,23%) у односу на попис из 2011. на ком је било 6.711 становника.
Према попису из 2021. већину становништва су чинили Румуни (81,55%), а од мањина је највише било Татара (3,54%) и Турака (2,53%).
| Етнички састав према попису из 2021.‍ | Етнички састав према попису из 2021.‍ | Етнички састав према попису из 2021.‍ | Етнички састав према попису из 2021.‍ | Етнички састав према попису из 2021.‍ |
| ------------------------------------ | ------------------------------------ | ------------------------------------ | ------------------------------------ | ------------------------------------ |
|                                      |                                      |                                      |                                      |                                      |
| Румуни                               | Румуни                               |                                      | 5.296                                | 81,55%                               |
| Татари                               | Татари                               |                                      | 230                                  | 3,54%                                |
| Турци                                | Турци                                |                                      | 164                                  | 2,53%                                |
| Роми                                 | Роми                                 |                                      | 9                                    | 0,14%                                |
| Мађари                               | Мађари                               |                                      | 6                                    | 0,09%                                |
| Пољаци                               | Пољаци                               |                                      | 3                                    | 0,05%                                |
| Остали                               | Остали                               |                                      | 7                                    | 0,11%                                |
| Непознато                            | Непознато                            |                                      | 779                                  | 12,00%                               |